# Warrior (Oscar and the Wolf)
Warrior is een nummer van de Belgische band Oscar and the Wolf uit 2022. Het nummer werd gekozen als WK-nummer voor het Belgisch voetbalelftal. De band vertelde in een interview dat het nummer bedoeld is voor iedereen die tegen iets vecht.  
Max Colombie speelde het nummer voor het eerst met zijn band tijdens zijn try-outshows in De Zwerver in Leffinge. Hij mocht het nummer ook live brengen in het Koning Boudewijnstadion bij aanvang van de match van de Rode Duivels tegen Wales op 22 september 2022. Het nummer werd een grote hit in Vlaanderen, en kwam meteen binnen op de 6e positie in de Vlaamse Ultratop 50, nadat het een week Big Hit was op de radiozender MNM. Enkele weken later behaalde het nummer een nieuwe piek op 2. En tijdens het WK voetbal steeg het nummer door naar de eerste plaats, waar het twee weken bleef staan. 

## Hitlijsten

### Ultratop 50 Vlaanderen
| Warrior in de Ultratop 50 - 24-09-2022-03-06-2023 | Warrior in de Ultratop 50 - 24-09-2022-03-06-2023 | Warrior in de Ultratop 50 - 24-09-2022-03-06-2023 | Warrior in de Ultratop 50 - 24-09-2022-03-06-2023 | Warrior in de Ultratop 50 - 24-09-2022-03-06-2023 | Warrior in de Ultratop 50 - 24-09-2022-03-06-2023 | Warrior in de Ultratop 50 - 24-09-2022-03-06-2023 | Warrior in de Ultratop 50 - 24-09-2022-03-06-2023 | Warrior in de Ultratop 50 - 24-09-2022-03-06-2023 | Warrior in de Ultratop 50 - 24-09-2022-03-06-2023 | Warrior in de Ultratop 50 - 24-09-2022-03-06-2023 | Warrior in de Ultratop 50 - 24-09-2022-03-06-2023 | Warrior in de Ultratop 50 - 24-09-2022-03-06-2023 | Warrior in de Ultratop 50 - 24-09-2022-03-06-2023 | Warrior in de Ultratop 50 - 24-09-2022-03-06-2023 | Warrior in de Ultratop 50 - 24-09-2022-03-06-2023 | Warrior in de Ultratop 50 - 24-09-2022-03-06-2023 | Warrior in de Ultratop 50 - 24-09-2022-03-06-2023 | Warrior in de Ultratop 50 - 24-09-2022-03-06-2023 | Warrior in de Ultratop 50 - 24-09-2022-03-06-2023 |
| Week                                              | 1                                                 | 2                                                 | 3                                                 | 4                                                 | 5                                                 | 6                                                 | 7                                                 | 8                                                 | 9                                                 | 10                                                | 11                                                | 12                                                | 13                                                | 14                                                | 15                                                | 16                                                | 17                                                | 18                                                | 19                                                |
| ------------------------------------------------- | ------------------------------------------------- | ------------------------------------------------- | ------------------------------------------------- | ------------------------------------------------- | ------------------------------------------------- | ------------------------------------------------- | ------------------------------------------------- | ------------------------------------------------- | ------------------------------------------------- | ------------------------------------------------- | ------------------------------------------------- | ------------------------------------------------- | ------------------------------------------------- | ------------------------------------------------- | ------------------------------------------------- | ------------------------------------------------- | ------------------------------------------------- | ------------------------------------------------- | ------------------------------------------------- |
| Nummer                                            | 6                                                 | 3                                                 | 5                                                 | 3                                                 | 6                                                 | 4                                                 | 2                                                 | 3                                                 | 2                                                 | 1                                                 | 1                                                 | 2                                                 | 4                                                 | 4                                                 | 2                                                 | 4                                                 | 4                                                 | 12                                                | 10                                                |
| Week:                                             | 20                                                | 21                                                | 22                                                | 23                                                | 24                                                | 25                                                | 26                                                | 27                                                | 28                                                | 29                                                | 30                                                | 31                                                | 32                                                | 33                                                | 34                                                | 35                                                | 36                                                | 37                                                |                                                   |
| Positie:                                          | 6                                                 | 8                                                 | 6                                                 | 4                                                 | 10                                                | 11                                                | 18                                                | 28                                                | 25                                                | 32                                                | 15                                                | 33                                                | 37                                                | 33                                                | 33                                                | 41                                                | 45                                                | 42                                                | uit                                               |